# Poortkerk van de Heilige Drie-eenheid (Holenklooster)
De Poortkerk van de Heilige Drie-eenheid (Oekraïens: Троїцька надбрамна церква, Troits'ka nadbramna tserkva, Russisch: Троицкая надвратная церковь, Troitskaya nadvratnaya tserkov') is de poortkerk van het Holenklooster (Pechersk Lavra) in Kiev, de hoofdstad van Oekraïne. Oorspronkelijk werd de kerk gebouwd in de Kiev-Russische-stijl. Deze kerk werd door de eeuwen heen verbouwd naar andere architectuurstijlen. Tegenwoordig is de kerk gebouwd in de Oekraïense barokstijl.

## Geschiedenis
De Poortkerk werd gebouwd tussen 1106-1108, als onderdeel van de ommuring van het klooster van Pechersk Lavra ofwel het Holenklooster, boven de hoofdpoort van het klooster. De poort heeft veel gemeen met een stadspoort. De Poortkerk werd gesticht door de prins-monnik Mytola Sviatosha (geboren als een prins van Tsjernigov). Na de vernietiging van de kathedraal tijdens de Mongoolse invasie van Roes in 1240 werd de kerk de belangrijkste van het klooster. In 1462 werd in de kerk de meest complete versie van de Kiev Pechersk Paterikcon geschreven.

## Architectuur
De Poortkerk is de hoofdingang van het kloostercomplex. In haar nabijheid zijn de muren van het klooster voorzien van fresco's, welke zijn vernieuwd in 1900-1901.
De fresco's met Bijbelse taferelen aan de binnenkant van de kerk zijn door diverse kunstenaars gemaakt tussen 1730 en 1740, in de stijl van de Oekraïense barok. Een bekend voorbeeld is het fresco van het uit de tijd van de vroege kerk stammende Concilie van Nicea. Dit 18e-eeuwse fresco werd onder andere gemaakt door F. Pavlovskyi.

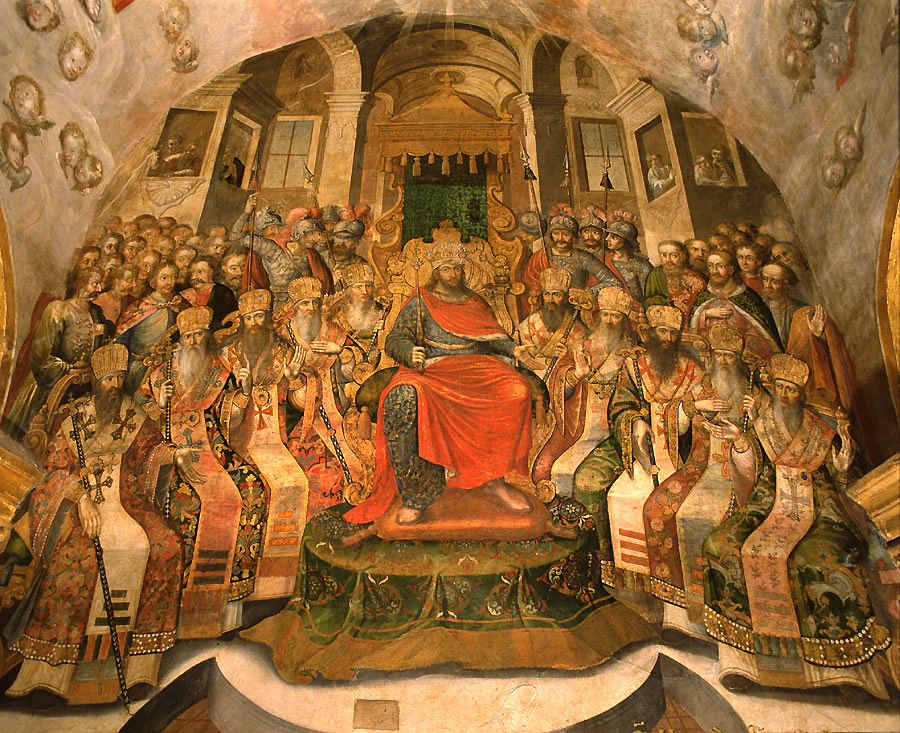

- Library of Congress Control Number: n2010026230
- Virtual International Authority File: 156175725